# Ectropis nigripunctata
Ectropis nigripunctata är en fjärilsart som beskrevs av W. Warren 1897. Ectropis nigripunctata ingår i släktet Ectropis och familjen mätare. Inga underarter finns listade i Catalogue of Life.